# باتي هوجان
باتي هوجان (بالإنجليزية: Patti Hogan)‏ مواليد 21 ديسمبر 1949 في سان دييغو، هي لاعبة كرة مضرب أمريكية سابقة. وصلت إلى نهائي بطولة ويمبلدون سنة 1969.

## النهائيات

### الزوجي (الوصافة 1)
| الحصيلة | التاريخ       | البطولة           | الأرضية | الشريك     | المنافس                       | النتيجة  |
| ------- | ------------- | ----------------- | ------- | ---------- | ----------------------------- | -------- |
| الوصافة | يوليو 5, 1969 | ويمبلدون، إنجلترا | عشبية   | بيغي ميشيل | مارغريت سميث كورت جودي تيجارت | 7–9, 2–6 |

## روابط خارجية
- باتي هوجان على موقع رابطة محترفات التنس (الإنجليزية)
- باتي هوجان على موقع الاتحاد الدولي لكرة المضرب (الإنجليزية)
- باتي هوجان على موقع كأس بيلي جين كينغ (الإنجليزية)
- باتي هوجان على موقع بطولة ويمبلدون (الإنجليزية)
- باتي هوجان على موقع خلاصة التنس.كوم (الإنجليزية)